# Estación Monte María
La Estación Monte María es una de las estaciones de la línea 12 de Transmetro de la Ciudad de Guatemala. Está ubicada sobre la Calzada Aguilar Batres en la zona 12 de Villa Nueva, frente al Centro Comercial Metrosur.
- Datos: Q21002819